# Praha – den & noc
Praha – den & noc je hraná reality show, která vznikla na základě formátu Day & Night, pořadu vytvořeném společností Filmpool, licencovaném společností All 3 Media. Pořad vychází z německého originálu Berlin – Tag & Nacht. Režíroval jej Dušan Domanský, scénář napsal podle předlohy Tomáš Dušička, dramaturgyní je Eva Krutáková.
Základem nového denního formátu je propojení dvou oblíbených televizních žánrů. Postavy v show ztvárňují neherci, kteří dostanou před natáčením jen velmi hrubý, bodový scénář nastiňující pouze základní dějové linky a situace. Dialogy a vzájemná interakce jsou už na samotných aktérech. Do svých postav tak jejich představitelé vkládají obrovský kus sebe sama. Show se odehrává na reálných místech v Praze.
První díl byl na Voyo uveden 4. července 2022 a na Nova Fun 11. července 2022.
Poslední díl byl na Voyo uveden 23. září 2022 a na Nova Fun 30. září 2022.

## Děj
Příběh hrané reality show Praha - den & noc zavede diváky do kolektivu mladých lidí, kteří spolu bydlí v pronajatém vícepokojovém bytě v centru Prahy. Majitel tohoto bytu Pepa alias Joe, pokoje pronajímá mladým lidem, kteří si přišli do Prahy splnit své sny. Má za sebou divoký život. Je to bývalý vekslák, z něhož se později stal DJ, momentálně provozující autoservis. Navzdory své minulosti je ale spolehlivý, čestný, férový, potrpí si na dodržování pravidel a jen tak něco ho nerozhází. Další obyvatele pražského bytu tvoří několik mladých lidí, kteří spolu řeší každodenní radosti i strasti jako většina běžných smrtelníků. Jsou to lidé různých charakterů, povah a temperamentu, mezi kterými se postupně rodí nejrůznější vztahy, jako přátelství, nebo dokonce láska, ale také intriky či nenávist. Éterická a vždy pozitivní Sofi se snaží prosadit jako zpěvačka a influencerka. Momentálně si ale vydělává na živobytí tím, že roznáší letáky a její pražský život tajně dotuje její tatínek. Další spolubydlící je Leyla - atraktivní, temperamentní, typicky městská princezna, která má ráda módu a zdravé jídlo. U mužů většinou dosáhne všeho, co si zamane. Další osobou, která patří mezi obyvatele Joeova bytu, je sebevědomá Aňa. Měla těžké mládí, život se s ní moc nemazlil. To ji zocelilo, takže se nyní s ničím moc nepáře a téměř nic ji nerozhází stejně jako Joea. K pánskému osazenstvu bytu patří atraktivní hasič Marek - sportovní typ, lamač dívčích srdcí, jehož baví focení. „Partyboy“ Olda, kterého sice rozhodně nebaví chodit do práce, ale všechny baví svými neuvěřitelnými historkami a také nezměrným talentem, jak se snadno dostat do maléru. Nejnovější obyvatelkou bytu se chce stát sympatická, přitažlivá, občas lehce naivní rodačka z Ostravy Míša, která přichází do Prahy s touhou stát se herečkou. Tahle Markova ex tak hned v prvním díle odstartuje nevídanou smršť událostí a emocí. O možnosti bydlet v Joeově bytě totiž musí rozhodnout hlasování všech obyvatel. To ale Leyla nehodlá dopustit, je totiž do Marka tajně zamilovaná a nově příchozí Míša jí rozhodně nehraje do karet. Drama může začít…

## Obsazení
| Filip Křížek       | Marek  |
| Vindy Krejčí       | Míša   |
| Pavlína Sigmundová | Leyla  |
| Kateřina Vrabcová  | Aňa    |
| Kristián Soukup    | Olda   |
| Sidonia Borkovcová | Sofi   |
| Uwa Vaník          | Joe    |
| Eva Libigerová     | Petra  |
| J. K. Sanchez      | Franta |
| Matěj Quitt        | Karlos |
| Stanislav Paseka   | Libor  |
| Vladislav Zachar   | David  |
| Valér Mbila        | Standa |
| Aneta Petránková   | Hanka  |
| Simona Mikešová    | Julie  |
| David Jordán       | Krtek  |
| Aneta Drobná       | Šárka  |